# Jean Pons
Pour les articles homonymes, voir Jean Pons (homonymie) et Pons.
Jean Pons (né le 29 mai 1969 à Toulouse) est un athlète français, spécialiste du lancer du disque. Il a detenu le record de France du lancer de disque en 1997 (64m74). Il détient toujours le record d'Occitanie de la discipline. Il reste le troisième performeur français de tous les temps.

## Biographie
Il remporte trois titres de champion de France de 1995 à 1997. Le 28 mai 1997, à Salon-de-Provence, il établit un nouveau record de France avec 64,74 m. 
Il se classe deuxième des Jeux méditerranéens de 1993.

### Palmarès
- Championnats de France d'athlétisme :
  - vainqueur du lancer du disque en 1995, 1996 et 1997.

Il s'est qualifié aux championnats d'Europe en 1998.

### Records
| Épreuve          | Performance | Lieu              | Date        |
| ---------------- | ----------- | ----------------- | ----------- |
| Lancer du disque | 64,74 m     | Salon-de-Provence | 28 mai 1997 |